# De Kameleon (televisieserie)
De Kameleon is een jeugdserie uit 2018 over de schippers van de Kameleon, gebaseerd op de boeken van Hotze de Roos. De serie is gemaakt door Steven de Jong. Hij maakte ook de twee bioscoopfilms over De Kameleon, te weten De schippers van de Kameleon en Kameleon 2.

## Rolverdeling
| Personage               | Acteur/actrice      |
| ----------------------- | ------------------- |
| Hielke Klinkhamer       | Duke Huisman        |
| Sietse Klinkhamer       | Scott Huisman       |
| Heit Klinkhamer         | Steven de Jong      |
| Mem Klinkhamer          | Dominique van Vliet |
| Gerben Zonderland       | Cas Jansen          |
| Veldwachter Zwart       | Michiel Kerbosch    |
| Burgemeester            | Meriyem Manders     |
| Slager                  | Edo Brunner         |
| Politieagente           | Bertrie Wierenga    |
| Verschuere              | Bas Muijs           |
| Kees Dijkstra           | Owen Kaat           |
| Esther Bleeker          | Luna Wijnands       |
| Tekeste                 | Hakim Traïdia       |
| Steef den Ouden         | Thomas Dudkiewicz   |
| Boer Jellema            | Jan Arendz          |
| Dokter                  | Joep Sertons        |
| Postbode Sjoerd Bonnema | Klaas Hofstra       |
| Moeder Dijkstra         | Nienke Brinkhuis    |
| Dirigent Brautigam      | Rob van de Meeberg  |
| Hardebol                | Harry van Rijthoven |
| Chantel                 | Annelieke Bouwers   |
| Beppe Klinkhamer        | Margreet Blanken    |
| Pake Klinkhamer         | Aart Staartjes      |
| Theo                    | Leo de Jong         |
| Issac                   | Mohammed Azouagh    |
| Aranchi                 | Hind Azouagh        |

- In de serie zijn niet alleen nieuwe acteurs en personages te zien, maar ook een paar acteurs die in de bioscoopfilms (De schippers van de Kameleon en Kameleon 2) te zien waren, onder anderen regisseur en acteur Steven de Jong als Heit Klinkhamer, Dominique van Vliet als Mem Klinkhamer, Joep Sertons als de dokter, Klaas Hofstra als postbode Sjoerd Bonnema en Meriyem Manders als de burgemeester. In de films speelde Manders de vrouw van de burgemeester. De rol van veldwachter Zwart is overgenomen door Michiel Kerbosch, omdat Rense Westra in 2015 overleed. De rol van Gerben Zonderland werd overgenomen door Cas Jansen.

## Afleveringen
| Aflevering | Titel                     | Uitzenddatum  |
| ---------- | ------------------------- | ------------- |
| 1          | Hoog bezoek               | 21 april 2018 |
| 2          | Stelerij                  | 28 april 2018 |
| 3          | Levensgevaarlijk geteisem | 5 mei 2018    |
| 4          | Kuttepiel                 | 12 mei 2018   |
| 5          | De Erfenis                | 19 mei 2018   |
| 6          | Lachen Gieren, Brullen!   | 26 mei 2018   |
| 7          | Nepnieuws                 | 2 juni 2018   |
| 8          | Van dromen bak je geluk   | 9 juni 2018   |
| 9          | Een leeuw ontsnapt        | 16 juni 2018  |
| 10         | De 11 Steden              | 23 juni 2018  |
| 11         | De bom tikt               | 30 juni 2018  |
| 12         | Dynamiet                  | 7 juli 2018   |

## Vervolg
In de zomer van 2021 werd de televisieserie opgevolgd door de bioscoopfilm De Kameleon aan de ketting. Oorspronkelijk was het de bedoeling dat de acteurs die de tweeling in de serie vertolkte terug zouden keren voor deze film, zij werden later echter vervangen door tweelingacteurs Sens Gerritsen en Imme Gerritsen. Verder keerde meerdere acteurs uit deze serie wel terug in de film, waaronder Steven de Jong, Dominique van Vliet, Cas Jansen, Michiel Kerbosch, Edo Brunner, Margreet Blanken en Meriyem Manders.